# Élections générales québécoises de 2007
Les élections générales québécoises de 2007 ont lieu le 26 mars 2007 et sont déclenchées par le premier ministre Jean Charest le 21 février. Le scrutin permet l'élection à l'Assemblée nationale du Québec de 125 députés de la 38e législature ; il s'agit de la 38e élection générale dans la province depuis la confédération canadienne de 1867.
Le gouvernement élu est formé par le Parti libéral du Québec, dirigé par Jean Charest, l'Action démocratique du Québec de Mario Dumont formant l'opposition officielle et le Parti québécois d'André Boisclair étant relégué au deuxième groupe de l'opposition. Il s'agit du premier gouvernement minoritaire au Québec depuis 1878 et également le plus petit pourcentage de votes accordé aux libéraux depuis la confédération.

## Contexte

### Rumeurs d'élections

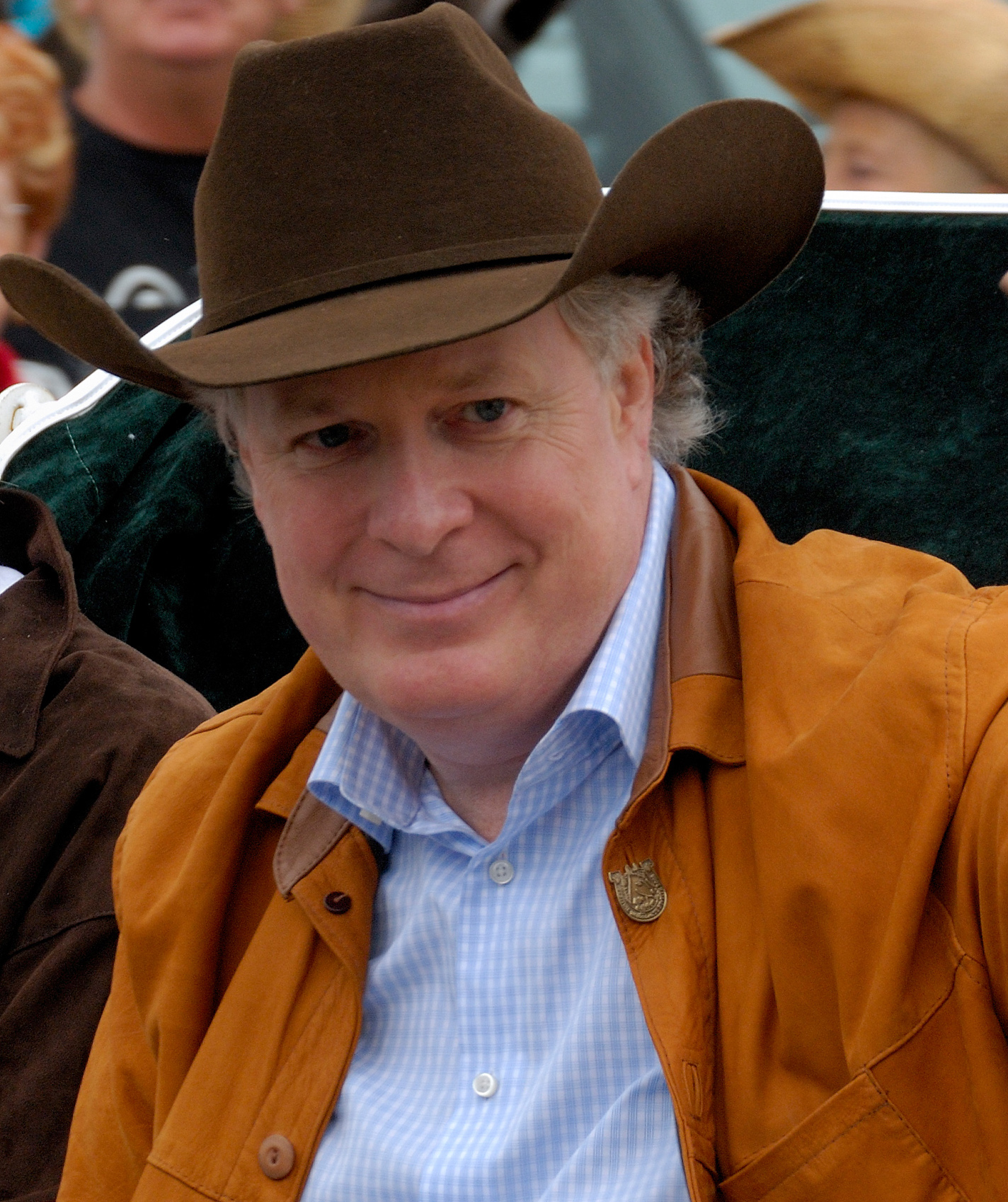
Jean Charest, chef du Parti libéral

En août 2006, des rumeurs commencent à circuler sur le déclenchement d'élections pour l'automne 2006. Certains croient que le premier ministre Jean Charest veut déclencher des élections avant la prochaine élection fédérale afin d'éviter un conflit entre les deux. Étant donné la situation minoritaire de l'actuel gouvernement fédéral, la prochaine élection fédérale pourra bien se produire au printemps 2007.
À l'automne 2006, les rumeurs d'élections sont persistantes. Par contre, après des brèves hésitations, Jean Charest tait les rumeurs au mois d'octobre. En effet, plusieurs ministres ont affirmé aux médias qu'en raison de la crise dans l'industrie forestière, le temps n'était pas au déclenchement d'élections. Ils ont également évoqué des projets de loi qu'ils désiraient voir cheminer ou déposés à l'Assemblée nationale au cours de la session d'automne. Monique Jérôme-Forget, présidente du Conseil Trésor, a affirmé : « Je ne vois aucune raison pour même discuter d'élections actuellement. Un mandat peut atteindre cinq ans, et on est à trois ans et demi ! ».
Vers le milieu du mois de décembre 2006, plusieurs éléments sont rapportés dans les médias, laissant croire à des élections vers le mois de mars,. Les rumeurs d'élections reprennent de plus belle en janvier 2007 et la publication d'un sondage dans lequel le Parti libéral du Québec dépasse le Parti québécois dans les intentions de vote pour la première fois depuis 2004[réf. nécessaire], ainsi que les multiples difficultés du chef péquiste André Boisclair avec les militants de son parti[réf. nécessaire], semblent accélérer le processus. Les rumeurs se concrétisent lorsque le PLQ annule son congrès annuel, qui devait avoir lieu du 23 au 25 mars, pour le remplacer par un Conseil général élargi le 17 février. Jean Charest aurait donc beau jeu de déclencher les élections peu après ce conseil pour fixer la date du scrutin au 26 mars.
Le 20 février, le ministre des Finances, Michel Audet, dépose le budget du gouvernement devant l'Assemblée nationale, convoquée d'urgence pour l'occasion. Le lendemain, Jean Charest demande au lieutenant-gouverneur Lise Thibault de dissoudre l'Assemblée nationale et de déclencher des élections. La date du scrutin fut fixée au 26 mars.

### Réforme électorale
Pendant la 37e législature, Benoît Pelletier, le ministre responsable de la réforme électorale, annonce vouloir déposer deux projets de loi sur la réforme électorale au cours de la session d'automne. Le gouvernement étudie un temps la possibilité d'un référendum sur la réforme du mode de scrutin qui se serait déroulé conjointement avec l'élection générale. Un référendum semblable a eu lieu lors de l'élection générale de 2005 en Colombie-Britannique et il est probable qu'un référendum sur la réforme électorale aura également lieu en Ontario en même temps que la prochaine élection générale dans cette province. Toutefois, en date du 7 novembre 2006, cette proposition est définitivement écartée par les instances dirigeantes du Parti libéral, qui ne sont pas enchantées par la proposition du ministre Pelletier. Le 13 décembre, le ministre Pelletier annonce que la réforme est reportée. Il demande au Directeur général des élections de se pencher sur certains problèmes reliés au mode de scrutin et de remettre un rapport avant juin 2007.

### Modification de la loi électorale
La Loi électorale du Québec est modifiée et ces modifications s'appliqueront lors de cette élection de 2007. Notamment, il est maintenant permis aux candidats qui n'habitent pas la circonscription où ils se présentent d'y voter, en indiquant comme adresse leur bureau de campagne. Auparavant, seuls les députés sortants jouissaient de ce privilège. Ce changement a été critiqué par certains analystes qui déplorent que le lien qui existe entre le député et sa circonscription devient de moins en moins important et que « les circonscriptions deviennent une sorte de marchandise électorale. ».
La loi électorale crée également des commissions de révision itinérantes dans les circonscriptions rurales où les électeurs auraient plus de 60 km à parcourir pour se rendre au bureau de révision de la liste électorale. De plus, pour la première fois, certains électeurs ont le privilège de voter à leur domicile s'ils ne sont pas en mesure de se déplacer pour des raisons de santé ; les électeurs ayant ce droit en font la demande auprès du directeur du scrutin dans leur circonscription au moins 14 jours avant la date du scrutin, et une équipe est envoyée sur place recueillir leurs votes.
Le 22 mars, à la suite d'une controverse concernant des femmes musulmanes désirant garder leur Niqab, le directeur général des élections, utilisant les pouvoirs accordés par l'article 490 de la Loi électorale du Québec, déclare l'obligation pour tous les électeurs d'avoir le visage découvert lors du vote. Cette mesure ne s'appliquera que pour cette élection. Voir accommodement raisonnable.

## Partis politiques

### Parti libéral du Québec
Slogan: Unis pour réussir
Voir la plateforme électorale
Le Parti libéral du Québec est au pouvoir depuis 2003. Cette période de quatre ans a souvent été très difficile pour le gouvernement, qui battait des records d'impopularité auprès de l'électorat et qui traînait continuellement derrière le Parti québécois dans les sondages. Toutefois, en 2006 le Parti libéral commence à effectuer une certaine remontée dans les sondages et reprend finalement la première place, ce que plusieurs considèrent comme un facteur ayant influencé la décision de déclencher les élections[réf. nécessaire].
Bien que les partis soient habituellement très discrets sur l'état de leurs finances, il semblerait que le Parti libéral a une bonne longueur d'avance sur ses rivaux sur ce plan. Le rapport financier de 2005 indiquait que le parti avait accumulé au-delà de 11 millions $ dans sa caisse électorale ; ce montant ne tient pas en compte les dépenses et revenus de 2006. La limite des dépenses électorales pour 2007 est fixée à 9,8 millions par la Loi électorale, c'est-à-dire 65 cents par électeur pour le parti et 1,11 $ par électeur pour le candidat.

### Action démocratique du Québec
Slogan: Au Québec, on passe à l'action
Voir la plateforme électorale [PDF]
L'Action démocratique du Québec a connu des temps difficiles en 2006 avec de très mauvais résultats lors des élections partielles, ce qui a poussé plusieurs à prédire la fin du parti de Mario Dumont. Toutefois, il est remonté dans les sondages grâce à la question des accommodements raisonnables, passant de 12 % à plus de 20 % dans les intentions de vote en quelques mois seulement. Considéré comme marginal il y a un an à peine, Dumont est ainsi devenu un candidat réaliste au poste de premier ministre.
Le parti prévoyait une campagne plus modeste que celle de 2003, qui avait coûté six millions et qui s'était soldée par une déception avec l'élection de seulement 4 députés. Selon le rapport financier de 2005, le parti avait accumulé 1 million $ dans sa caisse électorale.
En 2003, l'ADQ avait été le dernier parti à révéler sa plateforme, une semaine seulement avant l'émission des brefs. Cette fois l'ADQ a été le premier parti à dévoiler sa plateforme électorale, qui fut révélée en entier en décembre, plus de deux mois avant le déclenchement des élections.

### Parti québécois
Slogan: Reconstruisons notre Québec
Voir la plateforme électorale [PDF]
À la suite de la défaite de l'élection générale québécoise de 2003, lors de laquelle le Parti québécois a enregistré ses pires résultats dans le vote populaire depuis 1976, le parti a lancé une « saison des idées » pour tenter de renouveler son discours. Il a énormément bénéficié de l'impopularité du gouvernement Charest au cours du premier mandat de ce dernier, devançant de loin les autres partis dans la plupart des sondages. En 2005, à la suite d'un vote de confiance qu'il jugeait insuffisant, le chef du parti, Bernard Landry, démissionne et quitte la politique. André Boisclair lui succède lors de l'élection à la direction du Parti québécois de 2005. D'abord très populaire auprès du public, ce qui fait monter le PQ au-dessus de la barre de 50 % dans les sondages, André Boisclair commence à éprouver des difficultés à la fin de 2006 et au début de 2007 ; certains membres de son parti, dont l'ancien chef Bernard Landry, critiquent ouvertement son leadership et son jugement.
Le Parti québécois avait accumulé plus de 7 millions $ dans sa caisse électorale en 2005.

### Parti vert du Québec
Slogan: Je vote.
Voir la plateforme électorale [PDF]
Le Parti vert du Québec est un parti écologiste dirigé par Scott McKay. Il a refusé tout rapprochement avec Québec solidaire, de la même façon qu'il l'avait fait avec l'Union des forces progressistes, d'où est issu l'actuel Québec solidaire. Le parti espère tirer profit de l'intérêt pour les questions touchant à l'environnement manifesté dans les médias et les sondages. Le Parti vert se situe à égalité et même devant Québec solidaire selon les sondages, et ce malgré une couverture médiatique beaucoup moindre. À l'occasion de ce scrutin, la formation présente un nombre record de candidats. Lors de la dernière élection générale, le parti avait présenté 37 candidats ; cette fois, il en présente 108.

### Québec solidaire
Slogan: Soyons lucides, votons Solidaire!
Voir la plateforme électorale
Québec solidaire est né en 2006 de la fusion du mouvement Option citoyenne et de l'Union des forces progressistes; le parti participe pour la première fois aux élections générales. Le chef officiel est le secrétaire général Régent Séguin et le parti comporte deux « porte-parole »: Françoise David et Amir Khadir. Québec solidaire se décrit comme un parti de gauche, souverainiste, écologiste et féministe.

### Autres partis
En plus des cinq partis bénéficiant d'une couverture médiatique appréciable, sept autres partis sont officiellement inscrits auprès du Directeur général des élections. On y retrouve le Parti démocratie chrétienne du Québec, le Parti conscience universelle, le Parti communiste du Québec, le Parti marxiste-léniniste du Québec, le Parti unitaire du Québec, le Parti Égalité, et le Bloc Pot.
Le Parti communiste du Québec ne présentera pas de candidats et demanda à ses membres d'appuyer Québec solidaire.

## Les enjeux

### Santé
La santé est un enjeu important dans toutes les élections au Canada depuis quelques années ; selon un sondage publié par CROP le jour du déclenchement des élections, 44 % des Québécois croient que la santé sera l'enjeu principal de la campagne électorale. Le Parti libéral indique qu'il en fera le thème central de sa campagne. Les partis d'opposition ont tous deux attaqués le gouvernement sur son bilan en santé, l'accusant de ne pas avoir respecté ses promesses faites lors de l'élection de 2003. De son côté, Québec solidaire s'oppose farouchement à la création d'un système de santé à deux vitesses[réf. nécessaire].

### Environnement
L'environnement est une préoccupation importante pour de nombreux électeurs québécois. Selon un sondage CROP, 19 % des Québécois estiment que l'environnement sera l'enjeu dominant de la présente campagne électorale. Le tollé public ayant suivi l'annonce de la construction de la centrale du Suroît, le débat entourant le respect des modalités du protocole de Kyoto, l'implantation de parcs éoliens privés, les événements entourant la privatisation d'une section du parc national du Mont-Orford et le débat concernant le prolongement de l'autoroute 25 dans la région de Montréal démontrent l'importance grandissante du dossier.
Le Parti libéral place l'environnement et le développement durable au cinquième rang dans ses priorités électorales. Il proposait récemment de décontaminer 400 sites miniers de la région d'Abitibi-Témiscamingue. Le parti s'engage également à offrir un bilan neutre en ce qui a trait aux émissions de gaz à effet de serre émis au cours de la campagne, en versant l'argent dans le fonds vert du ministère de l'Environnement.
Selon son site internet, le Parti québécois fait de l'environnement l'un des trois enjeux principaux de sa plateforme électorale. Il s'engage lui aussi à compenser les émissions de gaz à effet de serre émis durant la campagne en s'associant à l'organisme Unisféra; il a de plus fourni un guide environnemental de « directives à l'attention des locaux électoraux constituant la liste des gestes qui devront sans faute être posés dans chacun [des] locaux électoraux ». Il a annoncé son intention d'injecter des fonds pour encourager le développement des technologies vertes en agriculture.
L'Action démocratique du Québec placerait l'environnement au huitième rang de ses priorités, si l'on se fie à la plateforme politique du parti (voir le lien plus haut). Il s'engage, à l'instar de tous les autres partis, à recycler ses pancartes électorales à la fin de la campagne et à doter le Québec d'une stratégie d'efficacité énergétique.
Québec solidaire propose une plateforme électorale centrée à la fois sur l'environnement et la justice sociale. Il propose notamment une nationalisation de l'énergie éolienne, l'élaboration d'états généraux sur la condition des forêts du Québec et des investissements en transport en commun. De plus, la formation propose une modification au Code civil pour inscrire l'eau en tant que « chose publique ».
Le Parti vert du Québec, surpris de sa popularité grandissante, propose une plateforme majoritairement orientée vers les enjeux environnementaux, en conformité avec la charte des Verts mondiaux.

### Éducation
L'un des éléments majeurs du débat sur l'éducation durant la campagne est la question des frais de scolarité à l'université. Ceux-ci sont plafonnés à 55,61 $ par crédit que le gouvernement péquiste l'avait annoncé en 1994. Lors de la dernière campagne électorale, les libéraux ne s'étaient pas risqué sur ce sujet en promettant dès le début de la campagne la continuité du gel des frais pour toute la durée de leur mandat.
Cette situation est régulièrement dénoncée par les universités, celles-ci y voyant une solution à leur sous-financement chronique. Deux des partis représentés à l'Assemblée nationale, soit le Parti libéral et l'Action démocratique, se sont prononcés en faveur d'un dégel des frais de scolarité. Jean Charest a annoncé qu'il s'engage à dégeler les frais de scolarité et les augmenter de 50$ par session (soit 100 $ par année), pendant 5 ans, soit une augmentation de 500 $ (environ 30 %). Cette annonce suscite la colère du milieu étudiant, l'Association pour une solidarité syndicale étudiante (ASSÉ) a pris position non seulement contre le dégel, mais pour la gratuité scolaire, les Fédérations étudiantes, soit la Fédération étudiante universitaire du Québec (FEUQ) et son pendant collégial la Fédération étudiante collégiale du Québec (FECQ), se sont aussi prononcées contre le dégel. Une étude produite par le Conseil supérieur de l'Éducation, datant de 2007, avance que jusqu'à 6 000 étudiants n'iront pas à l'université en conséquence du dégel.
De son côté, le Parti québécois s'est prononcé contre le dégel des frais de scolarité. Lors de son élection en tant que chef du parti, André Boisclair avait affirmé que l'éducation était sa priorité[réf. nécessaire].
Québec solidaire s'est prononcé en faveur de l'atteinte progressive de la gratuité scolaire et d'une réforme de l'aide financière aux études[réf. nécessaire]. Le Parti vert enfin, lors de son congrès tenu en décembre 2006, s'est prononcé en faveur de l'indexation (dégel) des frais de scolarité.
L'Action démocratique du Québec a promis dans son programme d'abolir les commissions scolaires et de transférer la gestion des ressources et des services directement aux écoles ; la taxe scolaire ira aux municipalités, qui auront la responsabilité des bâtiments et du transport scolaires. Mario Dumont estime que l'élimination de cet « intermédiaire bureaucratique » permettra d'économiser 150 millions $ et allégera le fardeau fiscal des contribuables. Cette proposition a soulevé de fortes réactions de la part d'une partie du milieu de l'éducation, notamment la Fédération des commissions scolaires du Québec.

### Relations fédérales-provinciales
Jean Charest désire négocier une solution au problème du déséquilibre fiscal entre les gouvernements fédéral et provinciaux avec le premier ministre fédéral Stephen Harper. Son gouvernement espère ainsi voir des mesures dans le budget fédéral du printemps 2007 pour régler le déséquilibre, et excluent de lancer un ultimatum au gouvernement fédéral en utilisant cette question comme un prétexte pour déclencher une élection. Le gouvernement fédéral a annoncé qu'il veut déposer son budget le 19 mars. Jean Charest a décidé de ne pas attendre et de déclencher l'élection avant le dépôt du budget fédéral. Ses adversaires l'ont critiqué, affirmant vouloir attendre de voir ce que le budget fédéral comportora comme mesure de règlement du déséquilibre fiscal. André Boisclair a notamment accusé Harper de vouloir s'immiscer dans la campagne électorale québécoise, même si la date de dépôt du budget a été annoncée avant le déclenchement des élections québécoises.
André Boisclair affirme vouloir déclencher un autre référendum sur la souveraineté « le plus tôt possible dans le mandat » s'il est porté au pouvoir, conformément à ce qui est inscrit au programme électoral du Parti québécois.
Québec solidaire est aussi souverainiste. Il promet que s'il forme le prochain gouvernement, ce parti fera élire une Assemblée constituante chargée de décider de l'avenir du Québec. Le projet de l'Assemblée sera proposé à la population par voie de référendum. Si le référendum est gagnant, l'Assemblée constituante sera chargée de rédiger une constitution québécoise[réf. nécessaire].

### Accommodements raisonnables
Le multiculturalisme, la laïcité et la place des minorités culturelles et religieuses au sein de la société québécoise, qui devaient revêtir une grande importance lors de cette élection, ont finalement été plutôt occultés, sauf à partir de la déclaration du Directeur général des élections, le 22 mars 2007 [réf. nécessaire]. En effet, le débat sur les accommodements raisonnables a fait les manchettes et soulevé les passions depuis plusieurs mois, et quelques personnalités politiques ont pris part au débat en exprimant leurs opinions. Mario Dumont, chef de l'Action démocratique du Québec, a pris fortement position sur la question en réclamant que la majorité fasse plus d'efforts pour protéger son identité et ses valeurs ; il prône l'institution d'une constitution québécoise qui établirait les valeurs communes afin d'encadrer les privilèges des minorités culturelles.
À la suite de la controverse soulevée par les « normes de vie » d'Hérouxville, le gouvernement Charest, estimant que le débat était allé trop loin, a créé une commission d'étude pour mener une consultation sur la question. La commission dispose d'un an pour produire un rapport qui doit préciser comment doit être encadré le concept des accommodements raisonnables.
Québec solidaire a salué cette décision, mais a critiqué le fait que la commission ne compte pas de femme[réf. nécessaire].

## Déroulement de la campagne

### Événements et chronologie
- 22 janvier : André Boisclair est en visite à Paris pour une semaine afin d'y rencontrer de nombreux hommes politiques (dont le premier ministre Dominique de Villepin), ainsi que les principaux candidats à l'élection présidentielle à venir. Ségolène Royal, candidate du Parti socialiste, exprime à cette occasion son soutien envers la souveraineté du Québec. Cette déclaration est vivement critiquée par le PLQ, Stéphane Dion (chef de l'opposition libérale à Ottawa)[37] ainsi que par le premier ministre conservateur Stephen Harper[38].

### Guerre des communiqués
La campagne est marquée par la publication de nombreux communiqués de presse, dont près de la moitié provenant du Parti libéral. Les autres communiqués viennent essentiellement du PQ, de l'ADQ, des Verts et de Québec solidaire.

### Débat télévisé
Un débat télévisé des chefs de partis se déroule dans la Ville de Québec le 13 mars. Contrairement à ce qui s'était fait dans les années précédentes, le débat n'eut pas lieu à Montréal. Les chefs des trois partis en présence à l'Assemblée nationale, soit Jean Charest, André Boisclair, et Mario Dumont participèrent à ce débat.
L'endroit et la date du traditionnel débat télévisé furent le sujet de beaucoup de négociations. Peu avant la tenue du débat, le Parti libéral souhaitait que celui-ci ait lieu au salon rouge du même édifice (là où siégeait le Conseil législatif du Québec avant son abolition), ce à quoi les négociateurs péquistes consentirent. Toutefois, l'Action démocratique protesta que puisque la couleur rouge est associée au Parti libéral, et que le décor du Parlement lui-même est associé au pouvoir, ce lieu donnerait un trop grand avantage à l'actuel premier ministre, Jean Charest.
De fait, les trois principaux partis en lice convinrent de tenir l'événement au restaurant Parlementaire situé à l'intérieur de l'édifice du Parlement.
Québec solidaire et le Parti vert du Québec, les deux principaux tiers partis n'ayant aucune représentation à l'Assemblée, demandèrent à être inclus dans le débat, mais cette demande leur fut refusée par les télédiffuseurs. Québec solidaire déposa une plainte contre le Conseil de la presse du Québec, mais cette plainte ne put être traitée à temps pour le débat.

## Internet et la campagne électorale
L’Internet joue désormais un rôle de premier plan dans le cadre des élections provinciales 2007: relais de l’information publiée par les médias traditionnels (télévision, radio, presse écrite) et réceptacle des réactions et des intentions des électeurs. Internet est désormais une plateforme médiatique aux pouvoirs d'attraction étonnants comme le démontre la multiplication des blogs de campagne. Durant la présente campagne québécoise, plusieurs outils de prédictions de résultats ont été popularisés par des blogues ou des médias. L'un des plus populaires, Democraticspace DemocraticSPACE:Sondages / Polls, utilise les sondages pour calculer la répartition des sièges. Un autre outil, Swammer www.swammer.com, mesure la médiatisation (visibilité, actualité, popularité...) des partis sur le Web pour en dégager une tendance.

## Députés sortants ne se présentant pas à la réélection
| - Michel Audet, Laporte - Yvan Bordeleau, Acadie - William Cusano, Viau - Margaret Delisle, Jean-Talon - Réjean Lafrenière, Gatineau - Nicole Loiselle, Saint-Henri—Sainte-Anne - Thomas Mulcair, Chomedey | - Solange Charest, Rimouski - Michel Létourneau, Ungava - Michel Morin, Nicolet-Yamaska - Hélène Robert, Deux-Montagnes - Stéphan Tremblay, Lac-Saint-Jean - Jonathan Valois, Joliette - Cécile Vermette, Marie-Victorin |

## Nouvelles candidatures
| - Pierre-Michel Auger, Champlain - Pascal Beaupré, Joliette - Stéphane Defoy, Laviolette - Robert Deschamps, Saint-Maurice - François Desrochers, Mirabel - Éric Dorion, Nicolet-Yamaska - Jocelyn Dumais, Chapleau - Pierre Hébert, Richmond - Pierre Gingras, Blainville - Christian Lévesque, Lévis - Claude Morin, Beauce-Sud - Jean Nobert, Louis-Hébert - Sébastien Proulx, Trois-Rivières - Walter Rulli, Jacques-Cartier - Claude L'Écuyer, Saint-Hyacinthe - Lucie Leblanc, Deux-Montagnes - Sébastien Schneeberger, Drummond - Gilles Taillon, Chauveau - Michel Dumont, Sherbrooke - Luc de la Sablonnière, Jean-Talon - Mark Yerbury, Marquette - André Desrosiers, René-Lévesque - Linda Lapointe, Groulx | - Vahid Vidah-Fortin, Hochelaga-Maisonneuve - Pierre Arcand, Mont-Royal - Marguerite Blais, Saint-Henri—Sainte-Anne - Yves Bolduc, Lac-Saint-Jean - Emmanuel Dubourg, Viau - Nicole Ménard, Laporte - Jean-Claude L'Abbée, Vanier - Gerry Sklavounos, Laurier-Dorion - Christine St-Pierre, Acadie | - Pierre Curzi, Borduas - Robert Beauregard, La Peltrie - Bernard Drainville, Marie-Victorin - Daniel Goyer, Deux-Montagnes - Véronique Hivon, Jean-Talon - Guy Lachapelle, Fabre - Lisette Lapointe, Crémazie - Yvan Loubier, Chutes-de-la-Chaudière - Richard Marceau, Charlesbourg - Christian Simard, Jean-Lesage - Denis Trottier, Roberval - Dave Turcotte, St-Jean - Martin Courval, Portneuf - Kamal El Batal, Jeanne-Mance—Viger |

| - Scott McKay, Bourget - Benoit Lapierre, Johnson - Peter McQueen, Notre-Dame-de-Grâce - Alexandre Labbé, Iberville - Alain Bissonnette, Anjou - Nicolas Rémillard-Tessier, Acadie - Claude Sabourin, Argenteuil - Éric Desormeaux, Beauharnois - Jérémie Vachon, Beauce-Nord - Ghislain Gaulin, Bellechasse - Geoffroy Chartrand, Blainville - Richard Savignac, Bertrand - Pierre-Charles de Guise, Terrebonne - Anick Proulx, Saint-François - Luc Côté, Outremont - Brian Gibb, Pontiac - Jonathan Théorêt, Nelligan - Richard Morisset, Laporte - François Beauchamp, Labelle | - Pierre Audette, Laviolette - Mélanie Perreault, Hull - Xavier Daxhelet, Pointe-aux-Trembles - Styves Griffith, René-Lévesque - Martin Poirier, Rivière-du-Loup - Ali Dahan, Jean-Talon - Jean Bonneau, Masson - Frédérick Clerson - Guicherd, Richmond - Stephen Marchant - Saint-Laurent, Saint-Laurent - Steve Dubois, Sherbrooke - Denis Durand, Vachon - Lucien Gravelle, Vanier - Jean-Yves Massenet, Vaudreuil - Geneviève Ménard, Verchères - Pierre-Yves McSween, Verdun - Simon Bernier, Viau - Catherine Ouellet-Cummings, Vimont - Patrick Daoust, Westmount—Saint-Louis - David Turcotte Charlevoix | - Françoise David, Gouin - Ruba Ghazal, Laurier-Dorion - Amir Khadir, Mercier - Serge Roy, Taschereau - François Saillant, Rosemont - Nicole Schmitt, Roberval - Réjean Dumais, Charlesbourg - Jean-Yves Desgagnés, Jean-Lesage - Monique Voisine, Jean-Talon - Marie Dionne, Vanier - Jacques Legros, Montmorency - André A.Lavoie, Portneuf - Lucie Charbonneau, Charlevoix - Nathalie Brochu, Chauveau - Guillaume Boivin, La Peltrie - Catherine Lebossé, Louis-Hébert - Olivier Noël, Duplessis |

### Carte des résultats

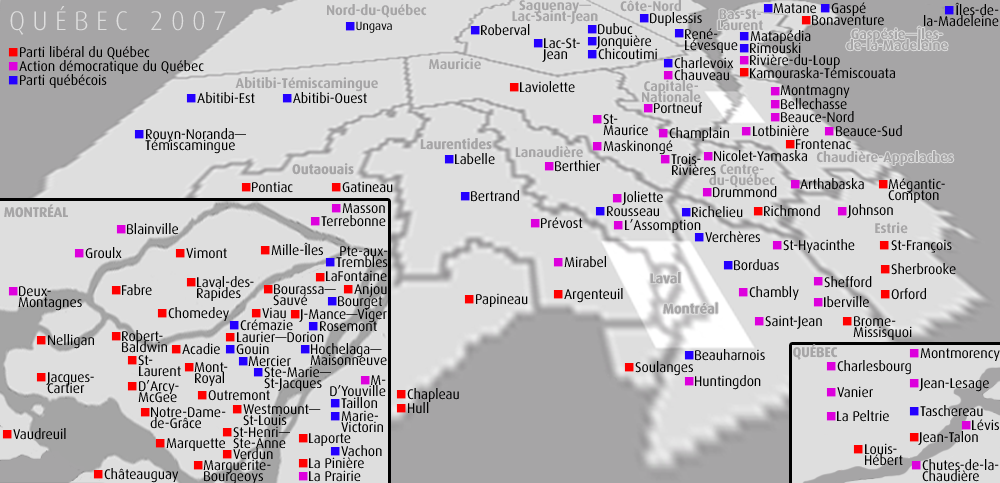
Résultats par régions et par circonscriptions électorales

## Résultats
| Libéral   | Action démocratique | Parti québécois |
| 48 sièges | 41 sièges           | 36 sièges       |
| ^         |                     |                 |
| majorité  |                     |                 |

### Résultats par parti politique
| Partis | Partis                | Chef                           | Candidats | Sièges | Sièges | Voix      | Voix   | Voix     |
| Partis | Partis                | Chef                           | Candidats | 2003   | Élus   | Nb        | %      | +/-      |
| --- | --------------------- | ------------------------------ | --------- | ------ | ------ | --------- | ------ | -------- |
| | Libéral               | Jean Charest                   | 125       | 76     | 48     | 1 313 664 | 33,1 % | -12,91 % |
| | Action démocratique   | Mario Dumont                   | 125       | 4      | 41     | 1 224 412 | 30,8 % | +12,66 % |
| | Parti québécois       | André Boisclair                | 125       | 45     | 36     | 1 125 546 | 28,3 % | -4,89 %  |
| | Vert                  | Scott McKay                    | 108       | -      | -      | 152 885   | 3,9 %  | +3,41 %  |
| | Québec solidaire      | Amir Khadir et Françoise David | 123       | -      | -      | 144 418   | 3,6 %  | -        |
| | Marxiste-léniniste    | Claude Brunelle                | 24        | -      | -      | 2 091     | 0,1 %  | -0,02 %  |
| | Bloc pot              | Hugô St-Onge                   | 9         | -      | -      | 1 564     | 0 %    | -0,56 %  |
| | Démocratie chrétienne | Gilles Noël                    | 12        | -      | -      | 1 548     | 0 %    | -0,04 %  |
| | Indépendant           | Indépendant                    | 28        | -      | -      | 4 490     | 0,1 %  | -0,11 %  |
| Total | Total                 | Total                          | 679       | 125    | 125    | 3 970 618 | 100 %  |          |
| Le taux de participation lors de l'élection était de 71,2 % et 40 078 bulletins ont été rejetés. Il y avait 5 630 567 personnes inscrites sur la liste électorale pour l'élection. |                       |                                |           |        |        |           |        |          |

### Résultats par circonscription
- Abitibi-Est : Alexis Wawanoloath (Parti québécois)
- Abitibi-Ouest : François Gendron (Parti québécois)
- Acadie : Christine St-Pierre (Parti libéral)
- Anjou : Lise Thériault (Parti libéral)
- Argenteuil : David Whissell (Parti libéral)
- Arthabaska : Jean-François Roux (Action démocratique du Québec)
- Beauce-Nord : Janvier Grondin (Action démocratique du Québec)
- Beauce-Sud : Claude Morin (Action démocratique du Québec)
- Beauharnois : Serge Deslières (Parti québécois)
- Bellechasse : Jean Domingue (Action démocratique du Québec)
- Berthier : François Benjamin (Action démocratique du Québec)
- Bertrand : Claude Cousineau (Parti québécois)
- Blainville : Pierre Gingras (Action démocratique du Québec)
- Bonaventure : Nathalie Normandeau (Parti libéral)
- Borduas : Pierre Curzi (Parti québécois)
- Bourassa-Sauvé : Line Beauchamp (Parti libéral)
- Bourget : Diane Lemieux (Parti québécois)
- Brome-Missisquoi : Pierre Paradis (Parti libéral)
- Chambly : Richard Merlini (Action démocratique du Québec)
- Champlain : Pierre-Michel Auger (Action démocratique du Québec)
- Chapleau : Benoît Pelletier (Parti libéral)
- Charlesbourg : Catherine Morissette (Action démocratique du Québec)
- Charlevoix : Rosaire Bertrand (Parti québécois)
- Châteauguay : Jean-Marc Fournier (Parti libéral)
- Chauveau : Gilles Taillon (Action démocratique du Québec)
- Chicoutimi : Stéphane Bédard (Parti québécois)
- Chomedey : Guy Ouellette (Parti libéral)
- Chutes-de-la-Chaudière : Marc Picard (Action démocratique du Québec)
- Crémazie : Lisette Lapointe (Parti québécois)
- D'Arcy-McGee : Lawrence S. Bergman (Parti libéral)
- Deux-Montagnes : Lucie Leblanc (Action démocratique du Québec)
- Drummond : Sébastien Schneeberger (Action démocratique du Québec)
- Dubuc : Jacques Côté (Parti québécois)
- Duplessis : Lorraine Richard (Parti québécois)
- Fabre : Michelle Courchesne (Parti libéral)
- Frontenac : Laurent Lessard (Parti libéral)
- Gaspé : Guy Lelièvre (Parti québécois)
- Gatineau : Stéphanie Vallée (Parti libéral)
- Gouin : Nicolas Girard (Parti québécois)
- Groulx : Linda Lapointe (Action démocratique du Québec)
- Hochelaga-Maisonneuve : Louise Harel (Parti québécois)
- Hull : Roch Cholette (Parti libéral)
- Huntingdon : Albert De Martin (Action démocratique du Québec)
- Iberville André Riedl : (Action démocratique du Québec)
- Îles-de-la-Madeleine : Maxime Arseneau (Parti québécois)
- Jacques-Cartier : Geoffrey Kelley (Parti libéral)
- Jean-Lesage : Jean-François Gosselin (Action démocratique du Québec)
- Jeanne-Mance—Viger : Michel Bissonnet (Parti libéral)
- Jean-Talon : Philippe Couillard (Parti libéral)
- Johnson : Éric Charbonneau (Action démocratique du Québec)
- Joliette : Pascal Beaupré (Action démocratique du Québec)
- Jonquière : Sylvain Gaudreault (Parti québécois)
- Kamouraska-Témiscouata : Claude Béchard (Parti libéral)
- Labelle : Sylvain Pagé (Parti québécois)
- Lac-Saint-Jean : Alexandre Cloutier (Parti québécois)
- LaFontaine : Tony Tomassi (Parti libéral)
- La Peltrie : Éric Caire (Action démocratique du Québec)
- La Pinière : Fatima Houda-Pepin (Parti libéral)
- Laporte : Nicole Ménard (Parti libéral)
- La Prairie : Monique Roy Verville (Action démocratique du Québec)
- L'Assomption : Éric Laporte (Action démocratique du Québec)
- Laurier-Dorion : Gerry Sklavounos (Parti libéral)
- Laval-des-Rapides : Alain Paquet (Parti libéral)
- Laviolette : Julie Boulet (Parti libéral)
- Lévis : Christian Lévesque (Action démocratique du Québec)
- Lotbinière : Sylvie Roy (Action démocratique du Québec)
- Louis-Hébert : Sam Hamad (Parti libéral)
- Marguerite-Bourgeoys : Monique Jérôme-Forget (Parti libéral)
- Marguerite-D'Youville : Simon-Pierre Diamond (Action démocratique du Québec)
- Marie-Victorin : Bernard Drainville (Parti québécois)
- Marquette : François Ouimet (Parti libéral)
- Maskinongé : Jean Damphousse (Action démocratique du Québec)
- Masson : Ginette Grandmont (Action démocratique du Québec)
- Matane : Pascal Bérubé (Parti québécois)
- Matapédia : Danielle Doyer (Parti québécois)
- Mégantic-Compton : Johanne Gonthier (Parti libéral)
- Mercier : Daniel Turp (Parti québécois)
- Mille-Îles : Maurice Clermont (Parti libéral)
- Mirabel : François Desrochers (Action démocratique du Québec)
- Montmagny-L'Islet : Claude Roy (Action démocratique du Québec)
- Montmorency : Hubert Benoit (Action démocratique du Québec)
- Mont-Royal : Pierre Arcand (Parti libéral)
- Nelligan : Yolande James (Parti libéral)
- Nicolet-Yamaska : Éric Dorion (Action démocratique du Québec)
- Notre-Dame-de-Grâce : Russell Copeman (Parti libéral)
- Orford : Pierre Reid (Parti libéral)
- Outremont : Raymond Bachand (Parti libéral)
- Papineau : Norman MacMillan (Parti libéral)
- Pointe-aux-Trembles : André Boisclair (Parti québécois)
- Pontiac : Charlotte L'Écuyer (Parti libéral)
- Portneuf : Raymond Francoeur (Action démocratique du Québec)
- Prévost : Martin Camirand (Action démocratique du Québec)
- René-Lévesque : Marjolain Dufour (Parti québécois)
- Richelieu : Sylvain Simard (Parti québécois)
- Richmond : Yvon Vallières (Parti libéral)
- Rimouski : Irvin Pelletier (Parti québécois)
- Rivière-du-Loup : Mario Dumont (Action démocratique du Québec)
- Robert-Baldwin : Pierre Marsan (Parti libéral)
- Roberval : Denis Trottier (Parti québécois)
- Rosemont : Rita Dionne-Marsolais (Parti québécois)
- Rousseau : François Legault (Parti québécois)
- Rouyn-Noranda—Témiscamingue : Johanne Morasse (Parti québécois)
- Saint-François : Monique Gagnon-Tremblay (Parti libéral)
- Saint-Henri—Sainte-Anne : Marguerite Blais (Parti libéral)
- Saint-Hyacinthe : Claude L'Écuyer (Action démocratique du Québec)
- Saint-Jean : Lucille Méthé (Action démocratique du Québec)
- Saint-Laurent : Jacques P. Dupuis (Parti libéral)
- Sainte-Marie—Saint-Jacques : Martin Lemay (Parti québécois)
- Saint-Maurice : Robert Deschamps (Action démocratique du Québec)
- Shefford : François Bonnardel (Action démocratique du Québec)
- Sherbrooke : Jean Charest (Parti libéral)
- Soulanges : Lucie Charlebois (Parti libéral)
- Taillon : Marie Malavoy (Parti québécois)
- Taschereau : Agnès Maltais (Parti québécois)
- Terrebonne : Jean-François Therrien (Action démocratique du Québec)
- Trois-Rivières : Sébastien Proulx (Action démocratique du Québec)
- Ungava : Luc Ferland (Parti québécois)
- Vachon : Camil Bouchard (Parti québécois)
- Vanier : Sylvain Légaré (Action démocratique du Québec)
- Vaudreuil : Yvon Marcoux (Parti libéral)
- Verchères : Stéphane Bergeron (Parti québécois)
- Verdun : Henri-François Gautrin (Parti libéral)
- Viau : Emmanuel Dubourg (Parti libéral)
- Vimont : Vincent Auclair (Parti libéral)
- Westmount—Saint-Louis : Jacques Chagnon (Parti libéral)

### Sources
- (en) Cet article est partiellement ou en totalité issu de l’article de Wikipédia en anglais intitulé « Quebec general election, 2007 » (voir la liste des auteurs).

### Documentations externes
| Général - (fr + en) Directeur général des élections du Québec\|DGEQ) Sites des partis - (fr + en) Parti libéral du Québec - Parti québécois - (fr + en) Action démocratique du Québec - (fr + en) Parti vert du Québec - Québec solidaire - Parti démocratie chrétienne du Québec - Bloc Pot - Parti marxiste-léniste du Québec - Parti communiste du Québec Presse - Québec élections 2007 — dossier Cyberpresse.ca - Élections Québec 2007 — dossier Radio-Canada.ca - Québec 2007 — Dossier du portail Canoë - Élections 2007 — dossier Le Devoir.com | Sondages - Intentions de vote provincial au Québec — Léger Marketing Projections - Prédictions HKDP - 2007 Québec élection sur democraticSPACE Autres - Vidéo intégrale du débat des chefs - Élection - Québec 2007 — PolitiQuebec.com - Élections générales 2007 — QuébecPolitique.com - (en) Nodice.ca - 2007 Québec élection avec candidats et sondages |